# Giải Viện Hàn lâm Nhật Bản lần thứ 39
Giải Viện Hàn lâm Nhật Bản lần thứ 39 (第39回日本アカデミー賞) là lễ trao giải thứ 39 của Giải Viện Hàn lâm Nhật Bản hàng năm, một giải thưởng được trao bởi Viện Hàn lâm Nhật Bản và Hiệp hội Sho để vinh danh những hạng mục phim xuất sắc của năm 2015. Lễ trao giải được tổ chức vào ngày 4 tháng 3 năm 2016 tại Khách sạn Grand Prince New Takanawa tại Tokyo, Nhật Bản.

## Giải thưởng
Tất cả các hạng mục trao giải (trừ giải diễn viên trẻ của năm và các giải đặc biệt) được chia làm hai danh hiệu: các đề cử (do thành viên Viện Hàn lâm bầu chọn) đều đạt danh hiệu Xuất sắc của năm và trong các đề cử sẽ chọn ra một giải Xuất sắc nhất của năm.
| Phim điện ảnh xuất sắc của năm | Phim hoạt hình xuất sắc của năm |
| --- | --- |
| - Phim điện ảnh hay nhất của năm: Umimachi Diary - Kainan 1890 - Nihon no Ichiban Nagai hi - Haha to Kuraseba - Hyakuen no koi | - Phim hoạt hình hay nhất của năm: Cậu bé và Quái thú - Tiếng hát từ trái tim - Sarusuberi - Bảy viên ngọc rồng: 'F' hồi sinh - Love Live! The School Idol Movie |
| Đạo diễn xuất sắc của năm | Biên kịch xuất sắc của năm |
| - Đạo diễn xuất sắc nhất của năm: Koreeda Hirokazu – Umimachi Diary - Ōne Hitoshi – Bakuman - Take Masaharu – Hyakuen no koi - Tanaka Mitsutoshi– Kainan 1890 - Harada Masato – Nihon no Ichiban Nagai hi                                      | - Biên kịch xuất sắc nhất của năm: Adachi Shin – Hyakuen no koi - Komatsu Eriko – Kainan 1890 - Koreeda Hirokazu – Umimachi Diary - Harada Masato – Nihon no Ichiban Nagai hi - Yamada Yoji và Hiramatsu Emiko – Haha to Kuraseba                                               |
| Nam diễn viên chính xuất sắc | Nữ diễn viên chính xuất sắc |
| - Nam diễn viên chính xuất sắc nhất: Ninomiya Kazunari – Haha to Kuraseba - Uchino Seiyō – Kainan 1890 - Oizumi Yo – Kakekomi - Satō Kōichi – Kishuten Eki Taminaru - Yakusho Kōji – Nihon no Ichiban Nagai hi                                 | - Nữ diễn viên chính xuất sắc nhất: Ando Sakura – Hyakuen no koi - Ayase Haruka – Umimachi Diary - Arimura Kasumi – Flying Colors - Kiki Kirin – An - Yoshinaga Sayuri – Haha to Kuraseba                                                                                       |
| Nam diễn viên phụ xuất sắc | Nữ diễn viên phụ xuất sắc |
| - Nam diễn viên phụ xuất sắc nhất: Motoki Masahiro – Tenkū no Hachi và Nihon no Ichiban Nagai hi - Asano Tadanobu – Haha to Kuraseba - Arai Hirofumi – Hyakuen no koi - Itō Atsushi – Flying Colors - Sometani Shōta – Bakuman                 | - Nữ diễn viên phụ xuất sắc nhất: Kuroki Haru – Haha to Kuraseba - Kaho – Umimachi Diary - Nagasawa Masami – Umimachi Diary - Mitsushima Hikari – Kakekomi - Yoshida Yō – Flying Colors                                                                                         |
| Âm nhạc xuất sắc | Quay phim xuất sắc |
| - Âm nhạc xuất sắc nhất: Sakanaction – Bakuman - Ōshima Michiru – Kainan 1890 - Kanno Yoko – Umimachi Diary - Fūki Harumi – Nihon no Ichiban Nagai hi - Yasukawa Gorō – Solomon no Gisho Zenpen Jiken                                          | - Quay phim xuất sắc nhất: Takimoto Mikiya – Umimachi Diary - Shibanushi Takahide – Haha to Kuraseba - Chikamori Masashi – Haha to Kuraseba - Nagata Tetsuo – Kainan 1890 - Fujisawa Masakazu – Solomon no Gisho Zenpen Jiken                                                   |
| Đạo diễn ánh sáng xuất sắc | Chỉ đạo nghệ thuật xuất sắc |
| - Đạo diễn ánh sáng xuất sắc nhất: Fujii Norikiyo – Umimachi Diary - Miyanishi Takaaki – Nihon no Ichiban Nagai hi - Watanabe Kōichi – Haha to Kuraseba - Andō Kiyoto – Kainan 1890 - Kanazawa Masao – Solomon no Gisho Zenpen Jiken           | - Chỉ đạo nghệ thuật xuất sắc nhất: Hanaya Hidefumi – Kainan 1890 - Tsuzuki Yūji – Bakuman - Degawa Mitsuo – Haha to Kuraseba - Harada Tetsuo – Nihon no Ichiban Nagai hi - Mitsuya Keiko – Umimachi Diary                                                                      |
| Thu âm xuất sắc | Biên tập xuất sắc |
| - Thu âm xuất sắc nhất: Matsukage Nobuhiko – Kainan 1890 - Kishida Kazumi – Haha to Kuraseba - Tsurumaki Yutaka – Umimachi Diary - Terui Yasumasa (thu âm) và Yano Masato (lồng tiếng) – Nihon no Ichiban Nagai hi - Watanabe Shinji – Bakuman | - Biên tập xuất sắc nhất: Ōzeki Yasuyuki – Bakuman - Ishii Iwao – Haha to Kuraseba - Kawashima Akimasa – Kainan 1890 - Koreeda Hirokazu – Umimachi Diary - Harada Yūjin – Nihon no Ichiban Nagai hi                                                                             |
| Phim nước ngoài xuất sắc | Diễn viên trẻ của năm |
| - Phim nước ngoài hay nhất: American Sniper - Mật vụ Kingsman - Whiplash - Max điên: Con đường tử thần - Spectre | - Arimura Kasumi – Flying Colors - Tsuchiya Tao – Orange - Hirose Suzu – Umimachi Diary - Fujino Ryōko – Solomon no Gisho - Shinohara Atsushi – Koibito-tachi - Noda Yojiro – Toire no Pieta - Yamazaki Kento – Orange và Heroine Shikkaku - Yamada Ryosuke – Ansatsu Kyōshitsu |
| Giải thưởng đặc biệt từ Hiệp hội | Giải thưởng vinh danh đặc biệt từ Hiệp hội |
| - Matsuda Kazuo (Thiết kế trang phục) - Gal Enterprise Inc. (Sản xuất trailer) | - Nakadai Tatsuya (Nam diễn viên) |
| Giải thưởng do khán giả bình chọn | |
| - Giải thưởng diễn viên được khán giả bình chọn: Momoiro Clover Z – Maku ga Agaru - Giải thưởng phim được khán giả bình chọn: Bakuman | |